# Thibault Martin
Pour les articles homonymes, voir Martin.
Thibault Martin (29 juillet 1963-9 septembre 2017), est un sociologue québécois d'origine française.
À partir de 2004 il est professeur à l'Université du Québec en Outaouais. Il est spécialiste des Autochtones et Inuit du Québec et du Canada. Il est détenteur de la Chaire de recherche du Canada sur la gouvernance autochtone du territoire.

## Carrière
Avant de commencer des études en sociologie, Thibault Martin a été journaliste et enseignant au secondaire. Il détient un doctorat en sociologie de l'Université Laval. Il a été professeur à l'Université de Winnipeg. En 2004, il a rejoint l'Université du Québec en Outaouais (UQO). À partir de 2011, il est détenteur d'une Chaire de recherche du Canada.

## Œuvre
Dès le milieu des années 1990, Thibault Martin effectue des recherches dans les communautés Inuit affectées par les projets hydroélectriques. Depuis, il s'est intéressé aux Cris et aux Métis du Manitoba,. Actuellement, il effectue des recherches à propos du territoire de plusieurs communautés autochtones du Québec, tels les Anishinaabe. Il a travaillé aussi sur les anciens combattants canadiens d'origine autochtone,. Le livre E9-422 présente la vie du vétéran inuit de la guerre de Corée, Eddy Weetaltuk telle que racontée au sociologue,.

### Action historique
Inspiré en partie par la sociologie de l'action d'Alain Touraine, Thibault Martin a établi la théorie de l'action historique selon laquelle les communautés autochtones sont constituées d'acteurs rationnels qui orientent leurs actions en fonction de valeurs. Les valeurs de ces communautés sont le fondement de leurs décisions qui orientent leur futur en fonction de caractéristiques imaginées ou réelles de leur passé. Selon Martin, toutes les "actions ont un but" et "l’examen de ces actions révèle le projet de société que les groupes cherchent à créer à travers les prises de décisions collectives, incluant celles qui ont trait au développement des ressources naturelles".

### Territoire comme matrice de culture
Selon Thibault Martin, le territoire est une matrice de culture. Dans leurs relations diverses au territoire, les Autochtones y trouvent une source d'ancrage spirituel, un lieu de guérison et d'éducation. Ainsi, le territoire donne la vie aux Autochtones, mais aussi, il façonne la manière dont ils s'inscrivent dans la société. Pour Martin, cela implique une double obligation : « celle de respecter et de protéger le territoire qui donne la vie et celle de transmettre le patrimoine culturel hérité ».

## Distinctions
- 2006 - Nomination pour le prix Aurore du Conseil de recherche en sciences humaines du Canada (récompense pour l'excellence des travaux d'un nouveau chercheur).
- 2004 - Prix du jeune sociologue décerné par l'Association internationale des sociologues de langue française (AISLF) pour le meilleur premier livre de sociologie.
- 2001 - Récipiendaire du prix d'excellence de la Faculté des Sciences Sociales, Université Laval, meilleure thèse de doctorat.
- 1998 - Récipiendaire du Northern Studies Award décerné par l'Association universitaire canadienne d'études nordiques (AUCEN).

## Arrestation d'avril 2012
Le 17 avril 2012 au matin, Thibault Martin est arrêté face à son bureau par la police,,. Cette arrestation a lieu dans le contexte du mouvement étudiant dit du Printemps érable de 2012, alors que les cours sont levés à l’Université du Québec en Outaouais par une grève étudiante. À la suite de cette arrestation, Martin est accusé d’entrave au travail des policiers. Il affirme avoir été victime de brutalité de la part du service de la police de la ville de Gatineau. Les accusations d’entrave au travail des policiers portées contre le professeur sont abandonnées par la couronne en septembre 2012.  
Son arrestation avait été demandée par l’administration de son université. La veille, le professeur Martin avait exprimé une opinion négative à l’égard à la gestion de la grève par l’administration de l’université. Une telle arrestation qui semble avoir eu des motivations politiques serait un cas unique au Québec. Une vague internationale de soutien suit son arrestation. Entre autres, le Syndicat national de l’enseignement supérieur de France exprime son soutien. Des mouvements sociaux en Amérique latine se portent également.
Dans une sentence rendue le 4 décembre 2015, une arbitre du travail a jugé que l’université est responsable de « préjudices causés » au professeur et que l'administration a « atteint à sa réputation ». L’arbitre blâme l’université pour sa gestion de la grève étudiante et la manière dont le professeur Martin a été traité. D’une manière générale, l’arbitre a estimé que l’université avait manqué « à ses devoirs de protéger la santé, la sécurité et la dignité des professeurs »,.

## Publications
- Boris-Sawala, Helga Elizabeth et Thibaut Martin. 2020. EUX et NOUS. La place des Autochtones dans l'enseignement de l'histoire nationale au Québec. 3 volumes. En ligne: https://media.suub.uni-bremen.de/handle/elib/3436 (volume 1); https://media.suub.uni-bremen.de/handle/elib/3437 (volume 2); https://media.suub.uni-bremen.de/handle/elib/3438 (volume 3)
- (en) Thora Martina Herrmann et Thibault Martin (dir.) Indigenous Peoples’ Governance of Land and Protected Territories in the Arctic, Springer, 2016, 256 p.
- Natacha Gagné, Thibault Martin et Marie Salaün (dir.), Autochtonies. Vues de France et du Québec, Presses de l'Université Laval, 2009, 530 p.
- Eddy Weetaltuk et Thibault Martin (trad. Marie-Claude Perreault), E9-422, Un Inuit de la toundra à la guerre de Corée, Carnets-Nord, 2009, 383 p.
- (en) Thibault Martin et Steven Hoffman (dir.), Power Struggles. Hydro development and First Nations in Manitoba and Quebec, University of Manitoba Press, 2008, 334 p.
- Thibault Martin, De la banquise au congélateur. Mondialisation et culture au Nunavik, UNESCO et Presses de l'Université Laval, 2003, 202 p.